# Glaignes
Glaignes ist eine französische Gemeinde mit 364 Einwohnern (Stand 1. Januar 2022) im Département Oise in der Region Hauts-de-France. Sie gehört zum Arrondissement Senlis und zum Kanton Crépy-en-Valois.

## Geographie
Glaignes liegt etwa 35 Kilometer ostnordöstlich von Senlis und etwa 28 Kilometer südsüdöstlich von Compiègne. Umgeben wird Glaignes von den Nachbargemeinden Béthisy-Saint-Martin im Norden und Nordwesten, Orrouy im Norden und Osten, Séry-Magneval im Süden und Osten sowie Rocquemont im Westen und Südwesten.

## Einwohner
| 1962                      | 1968 | 1975 | 1982 | 1990 | 1999 | 2006 | 2013 |
| ------------------------- | ---- | ---- | ---- | ---- | ---- | ---- | ---- |
| 191                       | 204  | 209  | 356  | 404  | 377  | 368  | 356  |
| Quelle: Cassini und INSEE |      |      |      |      |      |      |      |

## Sehenswürdigkeiten
- Kirche Ste-Marguerite-Notre-Dame, seit 1913 Monument historique (siehe auch: Liste der Monuments historiques in Glaignes)
- Schloss Glaignes
- Mühle
- Totenlaternen

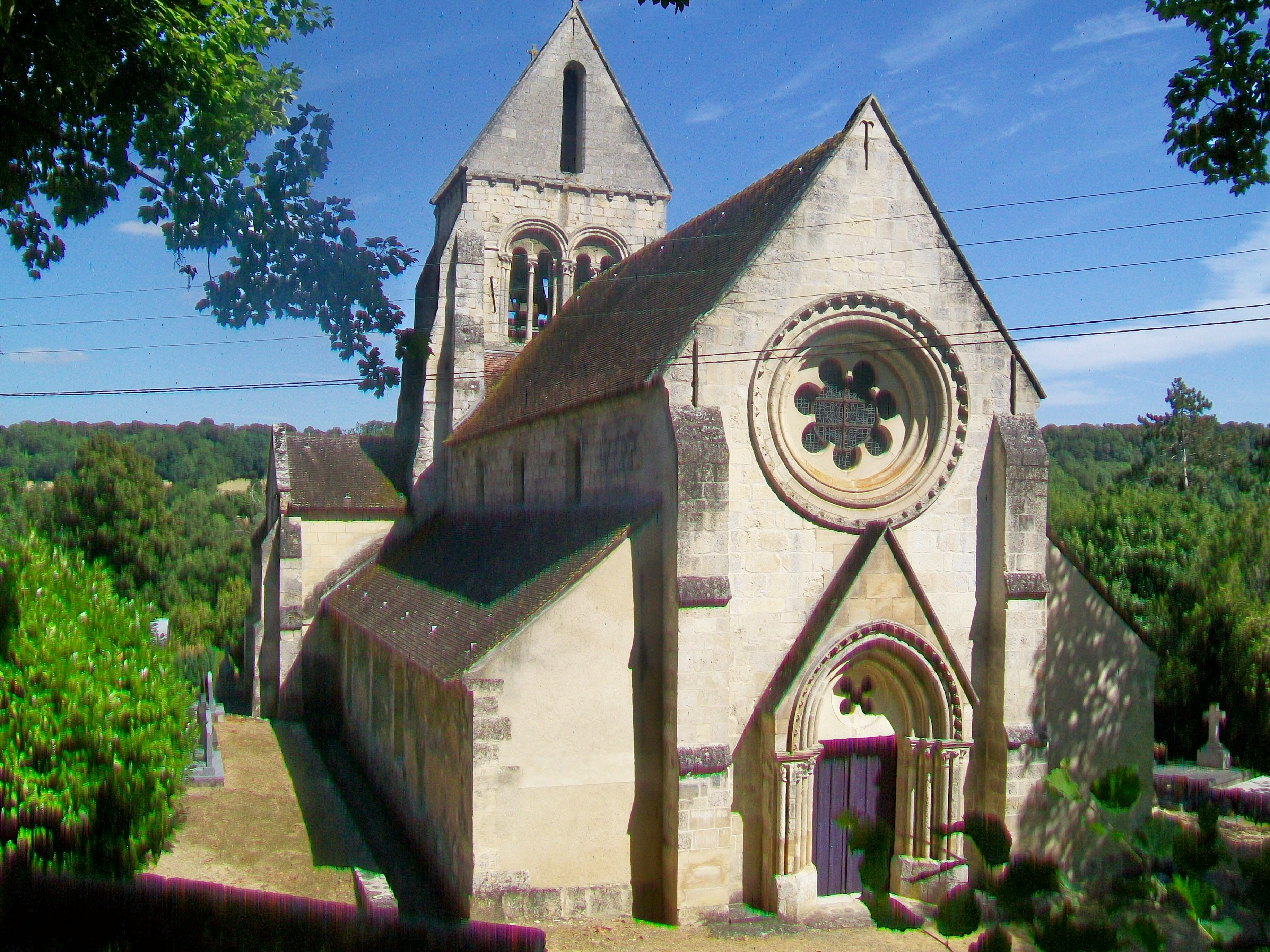
Kirche Ste-Marguerite-Notre-Dame
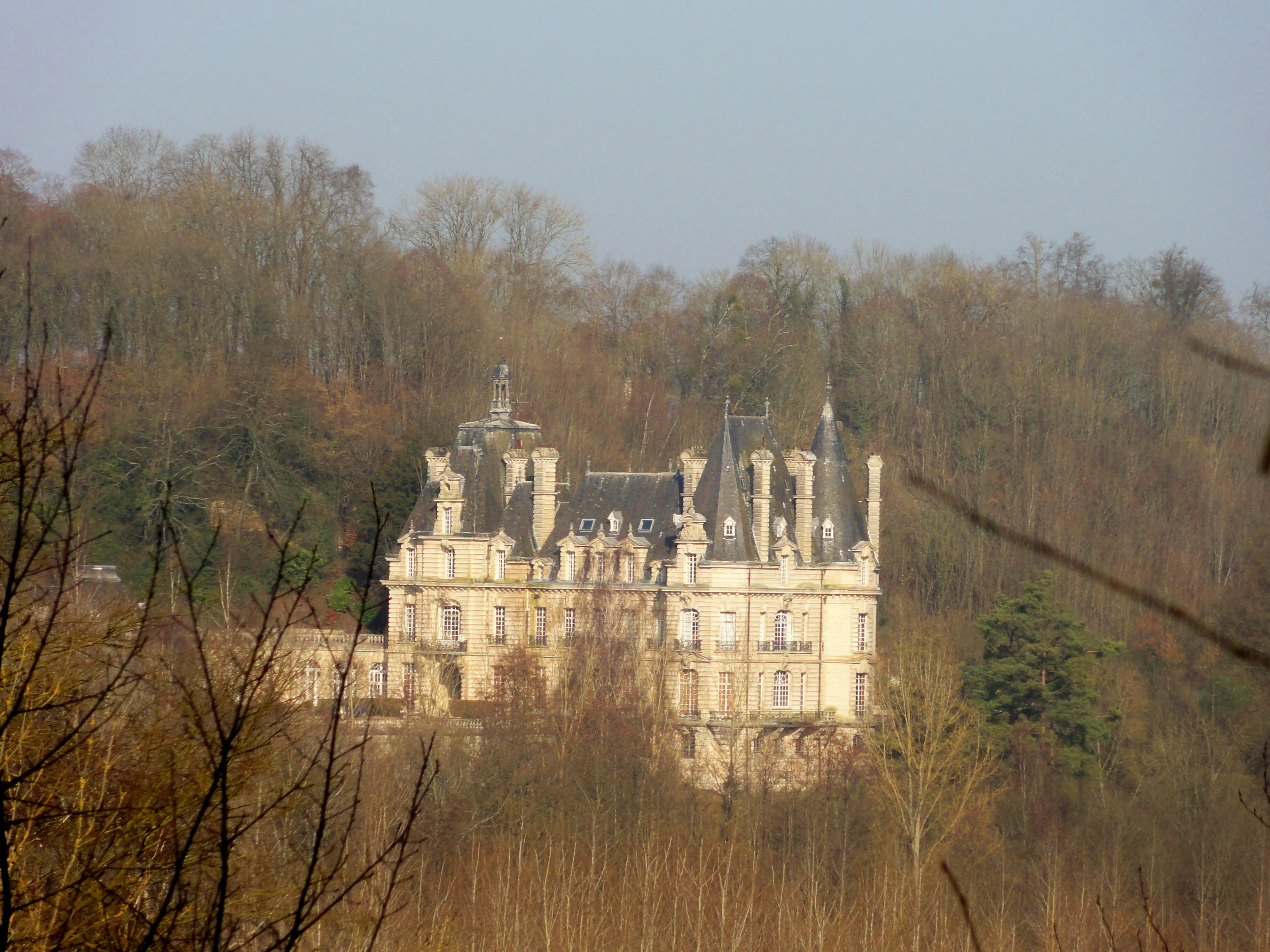
Schloss Glaignes